# Themira biloba
Themira biloba is een vliegensoort uit de familie van de wappervliegen (Sepsidae). De wetenschappelijke naam van de soort is voor het eerst geldig gepubliceerd in 1975 door Andersson.